# Cabera schaefferi
Cabera schaefferi är en fjärilsart som beskrevs av Bremer 1864. Cabera schaefferi ingår i släktet Cabera och familjen mätare. Inga underarter finns listade i Catalogue of Life.